# 열심히 안 해도 돼
〈열심히 안 해도 돼〉(일본어: がんばらぬわい 간바라누와이[*])은 일본의 여성 아이돌 그룹 NMB48의 30번째 싱글 앨범으로, 2024년 10월 9일 발매되었다. 코지마 카린이 센터 포지션을 맡았다.